# 鳥の歌いまは絶え
『鳥の歌いまは絶え』（とりのうたいまはたえ、英語: Where Late the Sweet Birds Sang）は、1976年に出版されたケイト・ウィルヘルムによるSF小説。ケイト・ウィルヘルムの代表作に挙げられ、最高傑作とも評されている。1977年にヒューゴー賞 長編小説部門、ローカス賞 長編部門、ジュピター賞を受賞した。ネビュラ賞 長編小説部門にもノミネートされている。
タイトルはウィリアム・シェイクスピアの『ソネット集』の「ソネット73番」から採られている。
日本語訳は酒匂真理子訳で1982年にサンリオSF文庫（サンリオ）から出版された。2020年、創元SF文庫（東京創元社）から復刊。

## あらすじ
近未来の地球では、核汚染をはじめとした様々な要因から地球上の生物が滅びようとしていた。
人類は徐々に生殖能力を失い、子どもができにくくなっていた。「谷」と呼ばれる豊かな渓谷に住む一族は、財力を投じてクローンの研究所を建設する。家畜から始まったクローン技術は人間にも応用され、秘密裏にクローン人間が誕生した。倫理的な問題は、目の前に存在するクローンの赤ん坊たちを前に何の意味ももたなかった。
しかし、クローン人間もクローンを重ねることによって生殖能力が低下することが明らかになる。文明を維持すること、すなわち人口を維持するために、クローン人間達は、全ての子孫をクローンによって得ることとした。同じ遺伝子から生まれたクローン人間には、自意識がなく、クローンの兄弟姉妹達と離れていてもつながっている感覚を共有していた。逆に兄弟姉妹とつながらずに一人でいると不安を感じるようになった。全体のために尽くすという思想が当然のこととなり、全体のために尽くせない人間は異常者として排除された。新たな宗教も誕生した。「追悼式」はその人間が社会的に存在しないことになり、追悼式が済めば他の兄弟は、その兄弟と感覚を共有できないという悲しみすら忘れることができた。
やがて、クローン人間達による社会は、遺伝子の特性に応じて「技術者」や「炭坑夫」や「農民」を作り出すようになる。生まれながらに才能と職業が決まっていることが幸福と考えられるようになった。
しかし、突然変異として「個性」をもった人間も生まれていた。「個性」のある人間にとっては、クローン人間達による社会は自由のない階級制の社会であり、奴隷制社会である。生殖能力のある女性は、クローンを産むために「繁殖員」として、出産の役目に専従する人生を送らされるのであった。

### 第1部
クローン技術の研究者デイヴィッドは、研究成果におぞましさを感じて施設を破壊しようとするが、察知され、「谷」の外に放逐される。

### 第2部
クローン第1世代の女性モリーは、探検旅行中に自我や芸術に目覚めて、引きこもり生活を選択する。それがモリーのクローン姉妹たちに共有され姉妹たちの苦痛を誘発するため、モリーは麻薬漬けにされ意に沿わぬ「繁殖員」にされる。

### 第3部
マークはクローンではなく、有性生殖で生まれた子供。クローン兄弟たちもいないので感覚を共有することもなく、独りで過ごせる。そのため、マークは常にクローン集団に厄介ごとを持ち込むので、嫌われている。世代を重ねたクローンたちは想像力が欠如し、適応能力も失われており、社会集団保持のために、マークは排除されることになる。